# 폴 피세니
폴 피처니(Paul Picerni, 1922년 12월 1일 ~ 2011년 1월 12일)는 미국의 배우이다.

## 출연 작품
- 베가스로 가는 3일 (2007년)
- 공포의 별장 (1989년)
- 후커와 로마노 (1982년)
- 아테네 탈출 (1979년) - 제노의 남자 역
- 조이에게 일어난 일 (1977, Something for Joey)
- 코치 (1971년)
- 에어포트 (1970년)
- 체 게바라 (1969년)
- 제12순찰대 (1968년)
- 스캘프헌터스 (1968년)
- 추적자 (1968년)
- 영 필라델피안스 (1959년)
- 콜트45 (1957년)
- 오마르 하이얌 (1957년)
- 정글 보이 봄바 12 (1955년)
- 불타는 전장 (1955년) - 발렌티노 역
- 푸쉬오버 (1954년)
- 하지바바의 모험  (1954년)
- 쉬즈 백 온 브로드웨이 (1953년)
- 사막의 노래 (1953년)
- 밀랍의 집 (1953년)
- 아윌 겟 바이 (1950년)
- 세가지 비밀 (1950년)

### 텔레비전
- 코작 (1973년)
- 명탐정 바나비 존즈 (1973년)
- 특명수사관 오하라 (1971년)
- 조로 (1957년)
- 페리 메이슨 (1957년)
- 배트맨 - 66년 TV 시리즈 (1966년)
- FBI (1965년)
- 추격 (1959년)
- 딜론 보안관 (1955년)
- 닥터슬론 (1993년)